# Porella chilensis
Porella chilensis là một loài rêu tản trong họ Porellaceae. Loài này được (Lehm. & Lindenb.) Trevis. miêu tả khoa học lần đầu tiên năm 1877.